# Wapen van Marken

Het wapen van het eiland Marken in een uitvoering met de stereotype "Morenkop".

Het wapen van Marken is op officieel toegekend op 26 juni 1816 door de Hoge Raad van Adel aan de toenmalige gemeente Marken. Oudere afbeeldingen dan vanuit het Register van de Hoge Raad van Adel zijn niet bekend. Het wapen heeft in 1991 zijn officiële status verloren toen de gemeente Marken is opgegaan in de gemeente Waterland. Het wapen wordt op het voormalige eiland wel nog als dorpswapen gebruikt en komt terug in de dorpsvlag van Marken.

## Blazoen
De wapenbeschrijving luidt "Van lazuur beladen met een moorkop van goud"  en toont dus een blauw (lazuur in de heraldiek) schild met daarop het hoofd van een Moorse man in goud. De kleuren zijn de Rijkskleuren en die standaard werden gebruikt als de gemeente bij de aanvraag geen keuren had aangegeven. Er zijn verschillende historische uitvoeringen van het wapen bekend waarbij het uiterlijk van de man verschild van karikaturaal Afrikaans tot juist heel Westers.

## Ophef
In 2023 ontstond ophef toen bij een feestelijke herdenking van Slag op de Zuiderzee in Monnickendam, het dorpswapen van Marken bij bezoekers associaties met racisme en het slavernijverleden opriepen en het wapen daarop werd verwijderd. Het wapen van Marken heeft geen verband met het slavernijverleden maar het ging wel om een overdreven stereotype weergave die ook nog foutief in een donkere huidskleur was afgebeeld. Vanwege de ophef heeft de Eilandraad, de dorpsraad van Marken, een nieuwe standaard afbeelding van het dorpswapen laten maken die dichter aansluit bij een versie die van 1862 tot 1925 in gebruik was. Deze nieuwe afbeelding wordt vanaf 2024 ook gebruikt op de dorpsvlag.

## Oorsprong
De oorsprong en betekenis van het wapen met het Moriaans hoofd is niet bekend. In de loop van de tijd zijn hier wel diverse verklaringen voor geopperd en na ophef in 2023 is er verder onderzoek gedaan naar de oorsprong zonder eenduidig antwoord. Het wapen kan zijn gebaseerd op het oude zegel van Marken met daarop een Christushoofd of ander hoofd, wat door de Hoge Raad van Adel in 1816 verkeerd is geïnterpreteerd als een Moor. 
Het zou ook kunnen gaan om de heilige Mauritius uit Egypte, die vaak als Moor wordt voorgesteld. 
Marken was een oorspronkelijke bezitting van het Friese klooster Mariëngaard en misschien is het zegel van het eiland afgeleid van het zegel van het klooster. Sierksma opperde dat wellicht behoorde een der kloosterlingen tot het geslacht Roorda van Genum, dat een morenkop in hun schild voerde. Maar dat is een zeer vergezochte verklaring.
De andere verklaring die wel is genoemd, is dat het wapen in verband staat met de legende van de moor van Egmond, een bekende Saraceen, in 1526 ondergebracht in het klooster te Egmond. Waarom hij dan bij Marken is gekomen is dan weer niet duidelijk.